# Самійло Зорка
Зорка (Зорька) Самійло (Самуїл) (? — ?) — козацький літописець 17 ст. Відомості про нього подає інший літописець Самійло Величко. Народився на Волині. До 1648 — запорозький писар. В 1648 році був особистим писарем при гетьманові Б. Хмельницькому. В 1648 — 57 рр. вів щоденник (діяріюш), в якому детально описував події Національно-визвольної війни українського народу проти Польщі. Величко посилався на щоденник Зорки як важливе джерело для написання свого літопису «Сказаніє о войні козацькой з поляками». 1657 р. Зорка проголосив над тілом померлого Богдана Хмельницького зворушливу промову. Частина істориків піддають сумніву існування Зорки та його щоденника.